# Bitka pri Wetzell's Mill
Bitka pri Wetzell's Mill (ime se lahko piše tudi Weitzel, Whitesell, Whitsell ali Whitsall) je bila bitka v ameriški revolucionarni vojni, ki se je odvila 6. marca 1781 med oddelki kontinentalne armade in milice Nathanaela Greena ter lojalističnimi provincialnimi četami Banastreja Tarletona v okrožju Guilford v Severni Karolini.
Greene se je poskušal izogniti srečanjem z večjimi silami briatnske Cornwallisove večje vojska, medtem ko je čakal na prihod dodatnih čet in poslal Williamsa in nekaj sto mož na izvidnico, da bi opazovali Cornwallisovo gibanje. Cornwallis je 4. marca izvedel, kje je Williams in ker je spoznal, da bi lahko bil ujet, ker ga je od Greeneove vojske ločil potok Reedy Ford Creek, je poslal Tarletona in 1.200 mož proti brodu pri Wetzell's Millu. Zgodaj 6. marca so se Tarletonovi možje poskušali prikrasti do Williamsovega položaja, ki je bil nato približno 16 kilometrov južno od broda. Po kratkem spopadu sta se obe sili pognali proti brodu. Williams je zadržal Harryja "Lahkega konja" Leeja v zaledju, da bi kril njihov umik in dosegel brod pred Tarletonom. Njegova vojska je prečkala, nakar se je odločil, da se bo ustavil na prehodu.
Tarletonov prvi poskus prečkanja je bil odbit, drugi pa je uspel in Williams se je umaknil.

## Ozadje
Britanski poskus ponovnega prevzema nadzora nad svojimi uporniškimi kolonijami v ameriški revolucionarni vojni z "južno strategijo" pridobitve nadzora nad južnimi kolonijami in premikanja proti severu se je začel konec leta 1779 z zavzetjem Savannaha v Georgiji. Do začetka leta 1781 sta bili Georgia in Južna Karolina nominalno pod britanskim nadzorom, dve kontinentalni armadi sta bili zajeti ali premagani, general lord Cornwallis pa je preganjal tretjo, pod poveljstvom generala Nathanaela Greena iz Severne Karoline. Greene je z manjšo in bolj mobilno vojsko nekoč tvegal delitev svojih sil in bil nagrajen z zmago Daniela Morgana nad Cornwallisovo glavno konjeniško silo, ki jo je vodil podpolkovnik Banastre Tarleton, v bitki pri Cowpensu januarja 1781.
Cornwallis je spoznal, da bi lahko lažje premagal Morgana ali Greena, preden se njuni sili ponovno združita, zato je svojo vojsko razbremenil vsega nebistvenega in se pognal v zasledovanje. Greene in Morgan sta se lahko združila, vendar sta bili zaradi iztekajočih se vojaških vpisov še vedno relativno šibka, zato se je Greene še naprej umikal proti severu proti Virginiji in se izognil obsežni bitki v tem, kar je postalo znano kot "Dirka do reke Dan" (po reki Dan, ki teče blizu meje med Virginijo in Severno Karolino). Greene je prehitel Cornwallisa do reke Dan, ki je bila, tako kot mnoge druge reke, zaradi močnega deževja nabrekla, in prečkal reko v relativno varno Virginijo.
Potem, ko je prejel dodatne zaloge in nekaj okrepitev, se je Greene vrnil čez reko Dan z namenom, da bi po prihodu dodatnih vojakov končno izsilil spopad. Greene je s svojo glavno vojsko prečkal okrožje Guilford in poslal polkovnika Otha Williamsa s četami lahke pehote, strelcev in konjenice Henryja Leeja III., da bi ohranil stik s Cornwallisovo vojsko in nadaljeval z manevriranjem brez večjega spopada. Cornwallis je poslal Tarletona na odprave, da bi našel Greeneovo vojsko, da bi se lahko izsilil spopad.
3. marca je Williams poslal četo mož, da bi nadlegovali britanski tabor. Ubili so več stražarjev in vzeli dva ujetnika, preden so se vrnili v Williamsov tabor pri Wetzell's Millu, blizu broda čez potok Reedy Ford. Cornwallis je 6. marca ukazal Tarletonu, naj se odpravi za Williamsom.

## Bitka
Williams je bil opozorjen na Tarletonov približevanje in mu je uspelo umakniti večino svojih mož čez brod, kjer so vzpostavili obrambno linijo. Tarletonovi možje so nato pregnali zadnje Williamsove lahke pehote čez reko. Tarleton je poslal četo mož iz 23. polka pod poveljstvom Jamesa Websterja, da bi napadli brod. Williamsovi strelci so dobili ukaz, naj ciljajo na častnika, Henry Lee pa je poročal, da so "enega za drugim izstrelili svoje puške nanj", vendar "on sam in konj nista bila prizadeta". Britancem je sčasoma uspelo prečkati potok in po več kilometrih zasledovanja je Tarleton opustil zasledovanje ter se ponovno pridružil glavnini vojske.

## Posledice
Williams in njegovi možje so se ponovno pridružili Greeneovi vojski, ki se je po prihodu 2500 okrepitev pripravljala na srečanje s Cornwallisom blizu okrožja Guilford, Severna Karolina, kjer se je 15. marca odvijala ključna bitka pri Guilford Court House.